# Kanton Gandersheim
Der Kanton Gandersheim bestand von 1807 bis 1813 im Distrikt Einbeck (Departement der Leine, Königreich Westphalen) und wurde durch das Königliche Decret vom 24. Dezember 1807 gebildet. Gandersheim war von Umstruktierungen zur endgültigen Festsetzung des Zustands der Gemeinden im Departement der Leine vom 16. Juni 1809 betroffen. Nach diesem Dekret wurde die Gemeinde Hehenhausen abgespalten, wobei die drei Gemeinden Opperhausen, Osterbruch und Ackenhausen hinzukamen. Die Munizipaleinteilung blieb weitestgehend erhalten. Die neuen Gemeinden wurden in der unten stehenden Weise in den Kanton eingegliedert.

## Gemeinden
- Gandersheim, (zuvor Fürstentum Braunschweig-Wolfenbüttel) und Neuendorf
- Hilprechtshausen, Heckenbeck und Beulshausen
- Kreiensen und Orxhausen
- Billerbeck und Bentierode
- Rimmerode und Oiershausen
- Ellierode Schlachtenbeck und Wressierode
- Dannhausen, Hachenhausen und Seboldshausen
- Wolperode und bis 1809 Hehenhausen
- Altgandersheim, Gremsheim, Gehrenrode und Helmscherode
- Dankelsheim und Kloster Brunshausen

ab 1809
- Munizipalitäten Altgandersheim/Gremsheim und Gehrenrode/Helmscherode wurden getrennt
- Munizipalität Rimmerode aufgelöst und zu Billerbeck und Bentierode geschlagen
- aufgelöste Munizipalität Wolperode zu Ackenhausen (neu)
- Oiershausen, Opperhausen und Osterbruch (neu)

(alle anderen Munizipalitäten blieben bestehen)